# انتال ملیس
انتال ملیس (انگلیسی: Antal Melis; ۱۲ مهٔ ۱۹۴۶ – ) قایقران روئینگ اهل مجارستان بود.
وی در مسابقات کشوری و بین‌المللی در مجموع برندهٔ ۲ مدال نقره شده‌است.